# Ditlharapa
Ditlharapa est une ville du Botswana.